# اووگونی
اووگونی یا اووگونیا یا اووگونیوم (ج.: oogonia) یک سلول دیپلوئید کوچک است که پس از بلوغ، یک اووسیت اولیه را در جنین ماده یا گامتانگیوم ماده در برخی از ریسه‌داران خاص (هاپلوئید یا دیپلوئید) تشکیل می‌دهد. این سلول‌ها، زایا بوده و توانایی تقسیم دارند. بررسی نقش اووگونی در باروری یکی از حوزه‌های اساسی برای درک روش‌های درمان ناباروی به‌شمار می‌رود.

## در جنین پستانداران
تعداد زیادی اووگونی توسط میتوز در اوایل رشد جنین از سلول‌های زایای اولیه تشکیل می‌شوند. در انسان این سلول‌ها بین هفته‌های ۴ تا ۸ دوران جنینی شروع به رشد می‌کنند و بین هفته‌های ۵ تا ۳۰ در جنین وجود دارند.

### ساختار
اووگونیای طبیعی در تخمدان‌های انسان به شکل کروی یا بیضی شکل قرار دارند و در بین سلول‌های سوماتیک (غیرجنسی) تخمدان و اووسیت‌های همسایه آن در مراحل مختلف رشد می‌یابند. اووگونی را می‌توان از سلول‌های سوماتیک مجاور، در زیر میکروسکوپ الکترونی، با مشاهده هسته آنها تشخیص داد. هسته‌های اووگونیال حاوی مواد فیبریلار و دانه ای هستند که به‌طور تصادفی پراکنده شده‌اند در حالی که سلول‌های سوماتیک دارای هسته متراکم تری هستند که طرح کلی تیره تری را در زیر میکروسکوپ نشان می‌دهد. هسته‌های اووگونیال همچنین حاوی هستک‌های برجسته و متراکم هستند. ماده کروموزومی موجود در هسته اووگونیا که به صورت میتوزی تقسیم می‌شود، به صورت یک توده متراکم که توسط وزیکول‌ها یا غشاهای دوگانه احاطه شده، قابل مشاهده است.
سیتوپلاسم اووگونی شبیه به سلول‌های سوماتیک اطرافش بوده و به‌طور مشابه حاوی میتوکندری‌های گرد بزرگ با کریستای جانبی است. با این حال، شبکه آندوپلاسمی (ER) اووگونیا بسیار توسعه نیافته و از چندین وزیکول کوچک تشکیل شده است. برخی از این وزیکول‌های کوچک حاوی سیسترنا با ریبوزوم هستند و در نزدیکی دستگاه گلژی قرار دارند.

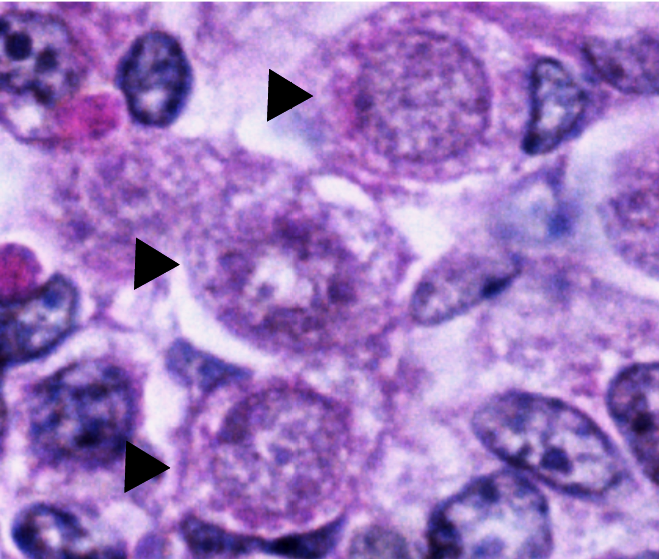
رنگ آمیزی هماتوکسیلین و ائوزین بخش‌های غدد جنسی انسان در E16.5. اووگونیاهای ساکن GO/G1 با نوک پیکان نشان داده می‌شوند.

اووگونی‌هایی که در حال انحطاط هستند در زیر میکروسکوپ الکترونی کمی متفاوت به نظر می‌رسند. در این اووگونیاها، کروموزوم‌ها به صورت توده ای غیرقابل تشخیص در هسته جمع می‌شوند و به نظر می‌رسد میتوکندری و شبکه آندوپلاسمی متورم و مختل شده دارند. اووگونی‌های در حال انحطاط معمولاً به‌طور نسبی یا کامل در سلولهای سوماتیک مجاور حل می‌شوند و توسط فاگوسیتوز از بین می‌روند.

### توسعه و تمایز
در بلاستوسیست جنین پستانداران، سلول‌های زایای اولیه از اپی بلاست‌های پروگزیمال تحت تأثیر سیگنال‌های خارج جنینی به وجود می‌آیند. سپس این سلول‌های زایا از طریق حرکت آمیلوئیدی به ناحیه تناسلی و در نهایت به غدد جنسی تمایز نیافته جنین می‌روند و در هفته چهارم یا پنجم رشد غدد جنسی شروع به تمایز می‌کنند. در غیاب کروموزوم Y، غدد جنسی به تخمدان‌ها تمایز می‌یابند. با تمایز تخمدان‌ها، رشد لوله‌های درونی آغاز و طناب‌های قشری ایجاد می‌شود و در این زمان سلول‌های زایای اولیه شروع به جمع شدن می‌کنند.
در طول هفته ششم تا هشتم رشد جنین ماده (XX)، سلول‌های زایای اولیه رشد کرده و شروع به تمایز به اووگونیا می‌کنند. اووگونی از طریق میتوز در طول هفته نهم تا بیست و دومِ رشد جنینی تکثیر می‌شود و تا هفته هشتم این توسعه ادامه پیدا می‌کند. تعداد این سلول‌ها ممکن است تا ۶۰۰۰۰۰ اووگونیا و در ماه پنجم تا ۷۰۰۰۰۰۰ وجود داشته باشد.
در نهایت، اووگونی از طریق تقسیم نامتقارن، تحلیل می‌رود یا بیشتر به اووسیت‌های اولیه تمایز می‌یابد. تقسیم نامتقارن فرآیندی از میتوز است که در آن یک اووگونی به‌طور نابرابر تقسیم می‌شود تا یک سلول دختری تولید کند که در نهایت از طریق فرایند اووژنز به تخمک تبدیل می‌شود. این سلول دختری، اووگونی یکسانی با سلول مادر است. این فرایند در طی هفته پانزدهم تا هفتمین ماه رشد جنینی رخ می‌دهد. اکثر اووگونی‌ها در بدو تولد یا دچار زوال شده یا به اووسیت‌های اولیه تمایز یافته‌اند.
اووسیت‌های اولیه تحت اووژنز قرار می‌گیرند و طی این عمل وارد میوز می‌شوند. با این حال، اووسیت‌های اولیه در پروفاز ۱ اولین میوز تا زمانی که بلوغ در بزرگسالان زن شروع می‌شود، متوقف می‌مانند. فرایند اووژنز از این نظر با سلول‌های زایای اولیه نر متفاوت است زیرا تقسیم اسپرماتوگونی در بدو تولد متوقف و برای تولید اسپرماتوسیت اولیه تا زمان بلوغ در نرها بالغ وارد اسپرماتوژنز و میوز نمی‌شوند.

### تنظیم تمایز اووگونیا و ورود به اووژنز
تنظیم و تمایز سلول‌های زایا به گامتوسیت‌های اولیه در نهایت به جنسیت جنین و تمایز غدد جنسی بستگی دارد. در موش‌های ماده، پروتئین RSPO1 مسئول تمایز غدد جنسی ماده (XX) به تخمدان است. RSPO1 مسیر سیگنالینگ β-کاتنین را با افزایش تنظیم Wnt4 فعال می‌کند که یک مرحله ضروری در تمایز تخمدان به‌شمار می‌رود. تحقیقات نشان داده است که حتی تخمدان‌های فاقد Rspo1 یا Wnt4 تغییر غدد جنسی، تشکیل تخمک‌ها و تمایز سلول‌های سرتولی سوماتیک را همچنان نشان می‌دهند. تمایز سلول‌های سوماتیک تخمدان به رشد و حفاظت از اسپرم کمک می‌کنند.
پس از جمع‌آوری سلول‌های زایای ماده (XX) در غدد جنسی تمایز نیافته، برای تمایز سلول‌های زایای به اووگونی و در نهایت ورود میوز به تنظیم بالا Stra8 نیاز است. یکی از عوامل اصلی که به تنظیم بالا Stra8 کمک می‌کند، شروع مسیر سیگنالینگ β-کاتنین از طریق RSPO1 است که مسئول تمایز تخمدان نیز می‌باشد. از آنجایی که RSPO1 در سلول‌های سوماتیک تولید می‌شود، این پروتئین در حالت پاراکرین روی سلول‌های زاینده عمل می‌کند. با این حال، Rspo1 تنها عامل در تنظیم Stra8 نیست. بسیاری از عوامل دیگر تحت بررسی هستند و این روند هنوز در حال تحقیق است.

### سلول‌های بنیادی اووگونیال
این نظریه وجود دارد که اووگونی یا دچار زوال می‌شود یا به اووسیت‌های اولیه تمایز می‌یابد که وارد اووژنز می‌شوند و در پروفاز I اولین میوز متوقف می‌شوند؛ بنابراین، اعتقاد بر این است که پستانداران ماده بالغ فاقد جمعیتی از سلول‌های زایا هستند که می‌توانند تجدید یا بازسازی شوند و در عوض دارای جمعیت زیادی از اووسیت‌های اولیه هستند که در اولین میوز متوقف شده‌اند و تا زمان رسیدن فرد به بلوغ میوز خود را تکمیل نمی‌کنند. در دوران بلوغ، یک تخمک اولیه در هر چرخه قاعدگی میوز را ادامه خواهد داد. از آنجایی که در انسان سلول‌های زایا و اووگونیا در حال بازسازی وجود ندارد، تعداد اووسیت‌های اولیه پس از هر سیکل قاعدگی تا یائسگی کاهش می‌یابد و زمانی می‌رسد که زن دیگر تخمک اولیه در تخمدان خود ندارد.
با این حال، تحقیقات اخیر نشان داده است که اووگونی‌های تجدیدپذیر ممکن است در پوشش تخمدان زنان، نخستی‌سانان و موش وجود داشته باشد. این احتمال وجود دارد که این سلول‌های زاینده برای حفظ فولیکول‌های تولیدمثلی و رشد تخمک تا بزرگسالی ضروری باشند. همچنین کشف شده است که برخی از سلول‌های بنیادی ممکن است از مغز استخوان به تخمدان‌ها به عنوان منبع سلول‌های زایای غیر تناسلی مهاجرت کنند. این سلول‌های زایای فعالِ میتوزی که در بالغین پستانداران یافت می‌شوند با بررسی نشانگرهای متعددی که در اووسیت‌ها وجود دارند، شناسایی شدند. این سلول‌های زایای تجدید پذیر از پتانسیل بالایی برای برآورد کردن نشانگرهای ضروری برای ساخت اووسیت برخوردار بودند.
کشف این سلول‌های زایای فعال و اووگونی در ماده بالغ می‌تواند در پیشرفت تحقیقات باروری و درمان ناباروری بسیار مفید باشد. سلول‌های زاینده با موفقیت در شرایط آزمایشگاهی استخراج، جداسازی و رشد داده شده‌اند. این سلول‌های زاینده برای بازگرداندن باروری در موش‌ها با تحریک تولید فولیکول و نگهداری در موش‌هایی که قبلاً نابارور بودند، به کار رفتند. همچنین تحقیقاتی در مورد بازسازی احتمالی سلول‌های زایا در پستانداران در حال انجام است. سلول‌های زایای فعال میتوزی می‌توانند برای یک روش جدید توسعه سلول‌های بنیادی جنینی که شامل انتقال هسته‌ای به زیگوت است، بسیار سودمند باشند. استفاده از این اووگونی‌های کاربردی ممکن است به ایجاد خطوط سلول‌های بنیادی خاص بیمار با استفاده از این روش کمک کند.

#### جنجال‌ها
در مورد وجود سلول‌های بنیادی اووگونیال پستانداران اختلاف نظر قابل توجهی وجود دارد. اختلاف نظر در داده‌های منفی است که از بسیاری از آزمایشگاه‌ها در ایالات متحده صورت پذیرفته است. رویکردهای متعدد برای تأیید وجود سلول‌های بنیادی اووگونیال نتایج منفی به همراه داشته است و هیچ گروه تحقیقاتی در ایالات متحده نتوانسته است یافته‌های اولیه را بازتولید کند.

## در تالوفیت‌های خاص

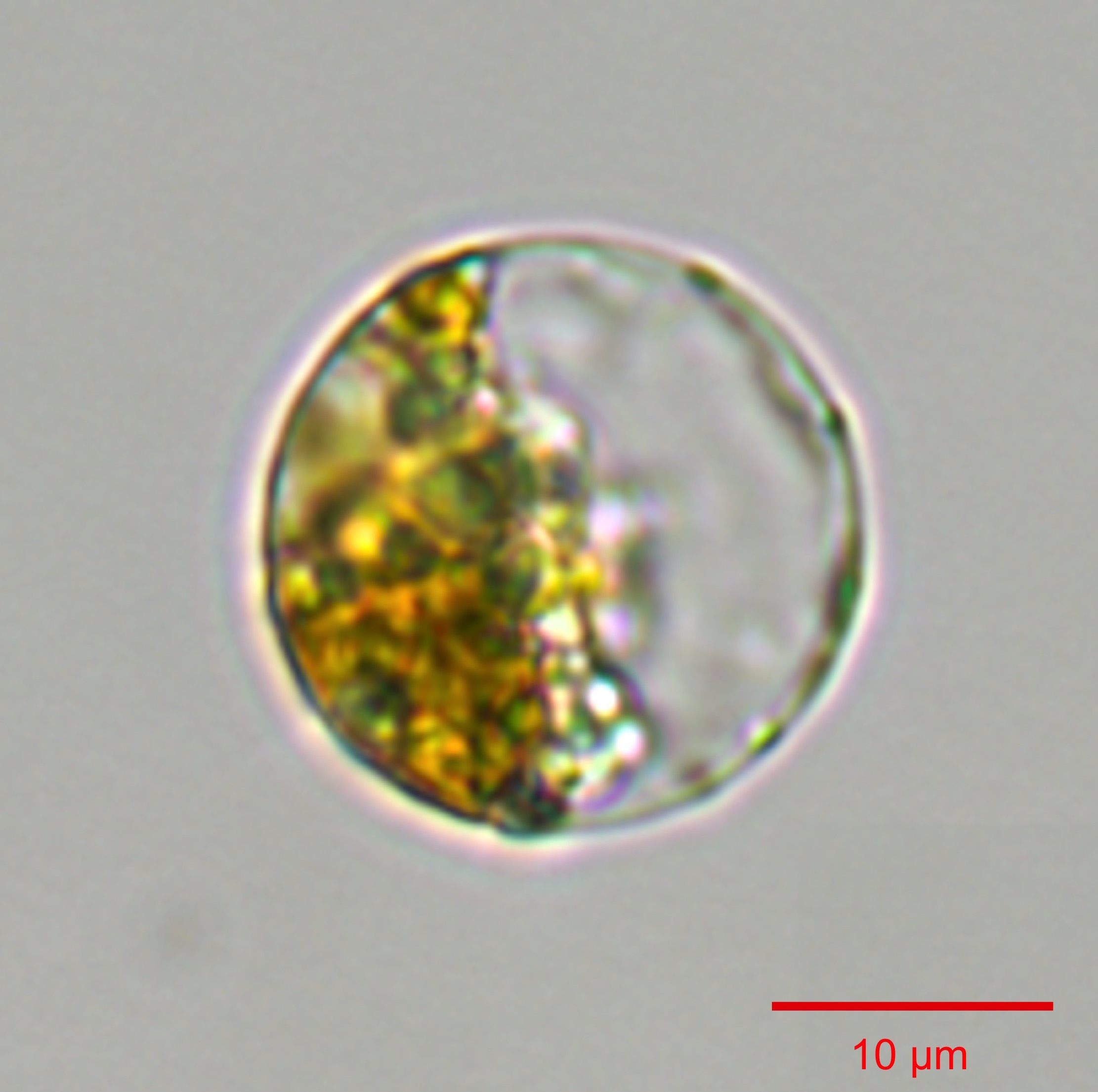
اووگونی دیاتومه تالاسیوسیرا پسودونانا شروع به گسترش از طریق دیواره سلولی می‌کند. رنگ مصنوعی نشان دهنده کلروفیل (آبی) و DNA (قرمز) است.

در علم جلبک‌شناسی و قارچ‌شناسی، اگر اتحاد گامت نر (متحرک یا غیر متحرک) و گامت ماده در این ساختار صورت گیرد، اووگونیوم به گامتانگیوم ماده اطلاق می‌شود.
در اوومیست و برخی موجودات دیگر، اووگونی ماده و آنتریدیوم معادل نر، نتیجه اسپورزایی جنسی (به این معنا که ایجاد ساختارهایی که در آن میوز رخ می‌دهد) به وجود می‌آیند هسته‌های هاپلوئید (گامت‌ها) توسط میوز در آنتریدیوم و اووگونی تشکیل می‌شوند و هنگامی که لقاح اتفاق می‌افتد، اوسپور دیپلوئیدی تولید می‌گردد که در نهایت به مرحله سوماتیک دیپلوئیدی چرخه زندگی تالوفیت وارد می‌شود.
در بسیاری از جلبک‌ها (مانند چارا)، گیاه اصلی هاپلوئید است. اووگونی و آنتریدیا گامت‌های هاپلوئید را تشکیل می‌دهند و تولید می‌کنند. تنها بخش دیپلوئیدی چرخه زندگی، اسپور (سلول تخم بارور شده) است که تحت میوز قرار می‌گیرد و سلول‌های هاپلوئیدی را تشکیل می‌دهد که به گیاهان جدید تبدیل می‌شوند. این فرایند یک چرخه زندگی هاپلونتیک با میوز زیگوتیک به‌شمار می‌آید.

### ساختار
اووگونیا برخی از گونه‌های خاص تالوفیت‌ها معمولاً گرد یا بیضی شکل هستند و محتویات آن به چندین اوسفره بدون هسته تقسیم می‌شود؛ در حالی که آنتریدیاهای نر، دراز و دارای چندین هسته هستند.
در گونه‌های هتروتالیک، اووگونیا و آنتریدیا بر روی شاخه‌های هیف کلنی‌های مختلف تالوفیت قرار دارند. اووگونی این گونه فقط می‌تواند توسط آنتریدیا از کلنی دیگر بارور شود و این سازوکار سبب می‌گردد که خود باروری غیرممکن شود و تنوع ژنتیکی ادامه یابد. در مقابل، گونه‌های هموتالیک اووگونیا و آنتریدیا را در شاخه‌های هیف یکسان یا در شاخه‌های هیف جداگانه اما در یک کلنی قرار می‌دهند.

### لقاح
در یک روش معمولِ لقاح که در گونه‌های خاصی از تالوفیت‌ها یافت می‌شود، آنتریدیا با اووگونی پیوند می‌یابد. سپس آنتریدیا لوله‌های لقاح تشکیل می‌دهد که سیتوپلاسم آنتریدیال را با هر اووسفر درون اووگونی متصل می‌کند. سپس یک هسته هاپلوئید (گامت) از آنتریدیوم از طریق لوله لقاح به داخل اوسفر منتقل می‌شود و با هسته هاپلوئید اوسپور لقاح می‌دهد و یک اوسپور دیپلوئیدی را به وجود می‌آورد. سپس اوسپور آماده جوانه زدن است و به مرحله سوماتیک دیپلوئید بالغ تبدیل می‌شود.